# Douro (zespół miejski)
Douro (port. Douro ComUrb) – pomocnicza jednostka administracji samorządowej. W skład zespołu wchodzi 15 gmin (posortowane według liczby mieszkańców): Vila Real, Lamego, Peso da Régua, Alijó, Torre de Moncorvo, São João da Pesqueira, Santa Marta de Penaguião, Vila Nova de Foz Côa, Vila Flor, Carrazeda de Ansiães, Armamar, Sabrosa, Tabuaço, Murça and Mesão Frio. W roku 2001 populacja zespołu wynosiła 195 203 mieszkańców. Stolicą oraz największym miastem jest Vila Real.